# 宇都宮市立篠井小学校
宇都宮市立篠井学校（うつのみやしりつ しのいしょうがっこう）は、栃木県宇都宮市下小池町にある公立小学校。

## 沿革
- 1873年（明治6年） - 篠井村大字篠井の東海寺に井徳舎（せいとくしゃ）が仮設された
- 1878年（明治11年）11月28日 - 下小池471番地に校舎を新築し移転、井徳舎と石那田の分校を統合し教義舎として開校
- 1885年（明治18年）9月 - 下小池小学校に改称
- 1887年（明治20年）1月 - 下小池尋常小学校に改称
- 1892年（明治25年）
  - 4月25日 - 現在地に新築移転し開校式
  - 10月 - 篠井小学校南校に改称
- 1893年（明治26年）11月 - 高等小学校併設により、篠井尋常高等小学校南校に改称
- 1910年（明治43年）11月 - 農業補習学校が付置される
- 1941年（昭和16年） - 篠井村立南国民学校に改称
- 1947年（昭和22年）4月1日 - 篠井村立南小学校に改称
- 1954年（昭和29年）11月1日 - 宇都宮市に編入合併に伴い宇都宮市立篠井小学校に改称
- 1964年（昭和39年）6月1日 - 県庁や旧家の資料から、創立を1873年（明治6年）6月20日に変更
- 1993年（平成5年）5月 - 校舎建替えのため、仮設校舎設置工事開始
- 1994年（平成6年）11月 - 新校舎落成
- 2023年（令和5年）6月24日 - 創立150周年記念式典・事業を挙行[3]

## 通学区域
以下の全域
飯山町、石那田町、上小池町、篠井町、下小池町

## 周辺
- 篠井地区市民センター
- 篠井インターチェンジ
- 1997年に、篠井ニュータウンが整備された[5]。2020年度の篠井小の児童数の3分の1が篠井ニュータウンに住んでいる[5]。

## 交通
- JR東北本線宇都宮駅（西口）から、関東バス塩野室経由船生行で、篠井小学校前バス停下車後、徒歩1分。

## 出身者
2022年（令和4年）度までに7,215人が卒業した。
- 大島武 - 日本電気（NEC）技術者、はやぶさ開発者[6]